# Power metal
Il power metal è un sottogenere dell'heavy metal che prende spunto dall'heavy metal classico e dallo speed/thrash metal.

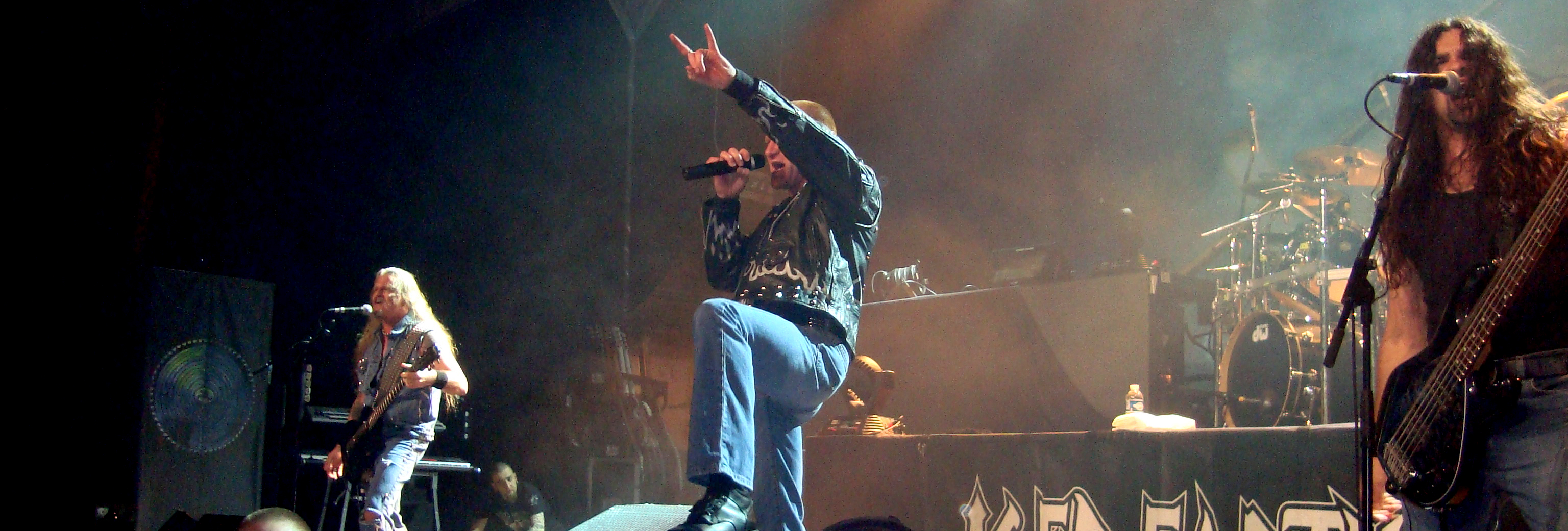
Gli Iced Earth, famosa band Power metal in concerto

Questo stile utilizza chitarre dalle armonie acute, e voci potenti. È anche uno stile epico, con brani di lunga durata e tematiche riguardanti la mitologia, il fantasy, la fantascienza e la metafisica. Buona parte delle band power metal, soprattutto quelle scandinave, prevedono anche un tastierista. Alcuni esempi di gruppi riconoscibili in questa corrente possono essere: Helloween, Stratovarius, Sonata Arctica, Rhapsody of Fire, Angra, Edguy, HammerFall, Nightwish, DragonForce, Galneryus, Sabaton e Versailles. Il termine power metal è da alcuni ritenuto pressoché sovrapponibile all'epic metal, che per altri commentatori costituirebbe invece un genere a sé stante.

## Storia
Negli anni, il termine power metal è stato usato per descrivere numerosi generi, dalla NWOBHM alle band thrash metal. In effetti nei primi anni '80 questo termine poteva venire usato da alcuni per riconoscere i gruppi speed/thrash metal, ancora prima della nascita di quest'ultima definizione. Tuttavia come vero e proprio genere e movimento, il power metal si definì verso la metà del decennio, come reazione alla durezza e all'assenza di melodia del death e del black metal, risultando il parente più stretto dell'heavy metal classico. Alcuni gruppi power metal incorporano nel proprio sound la complessità tipica del progressive metal, o alcune caratteristiche del death metal; tuttavia il power metal rimane essenzialmente un genere classicista, le cui influenze sono riconoscibili senza dubbio nell'heavy metal classico del periodo NWOBHM dei primi anni '80, nel thrash/speed metal e vengono anche incorporati elementi sinfonici.

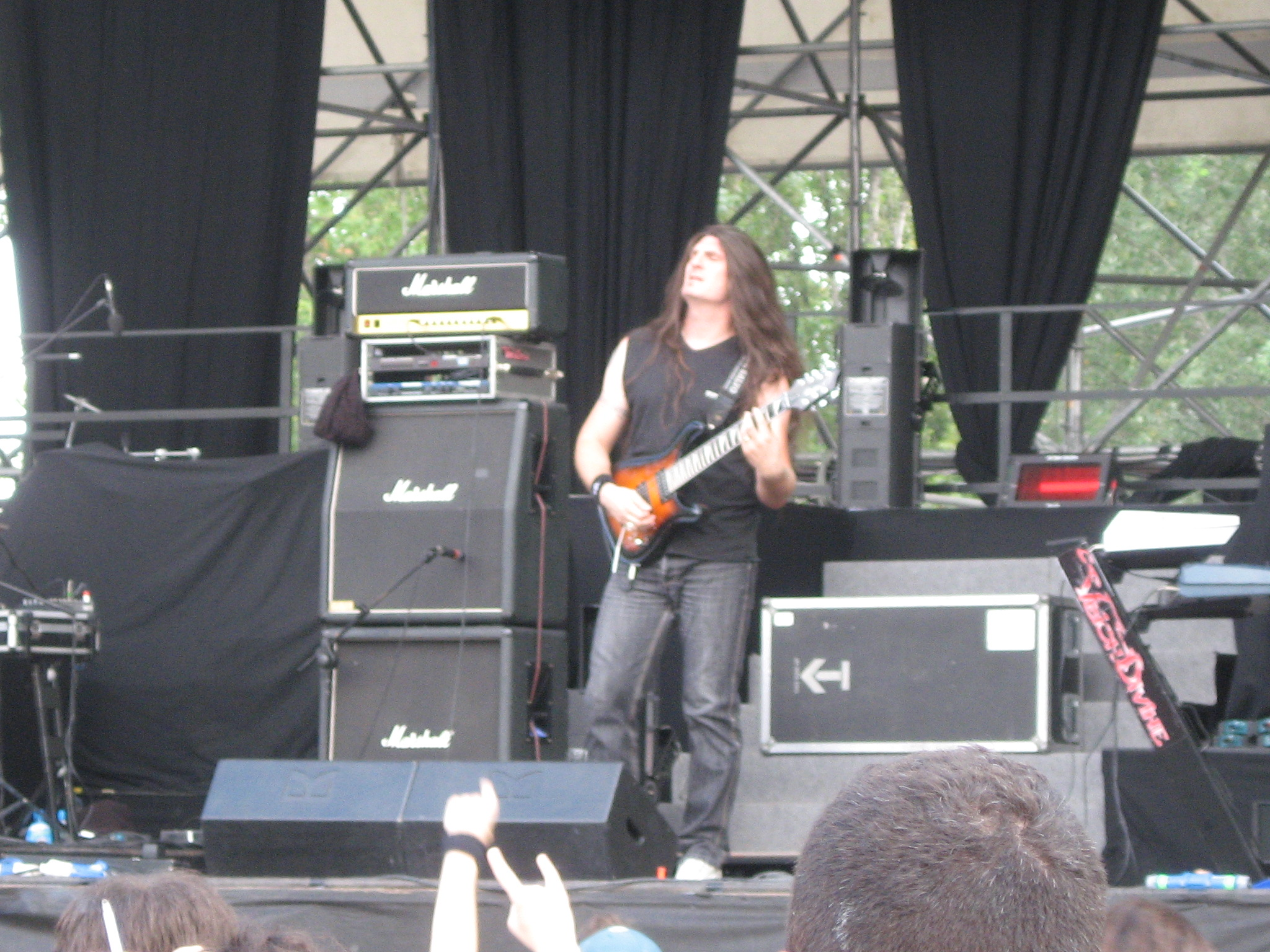
Olaf Thorsen dei Vision Divine e dei Labyrinth al Rockin' field festival di Milano (26 luglio 2008)

Il power metal è strutturato su una chitarra ritmica in power chord, una batteria veloce e armonie in risalto. Molte band power metal sono di ispirazione neo-classica, prendendo in prestito dal barocco in termini di armonie, tralasciando la scala pentatonica (tipica dell'heavy metal classico) ma prediligendo quella diatonica o cromatica. Alcuni dei gruppi alla base dell'ispirazione power possono essere Judas Priest, Iron Maiden, o i tedeschi Accept che ne anticiparono alcune delle caratteristiche tipiche. Il genere risultava più veloce degli standard, per via dell'influenza del thrash/speed metal. Gruppi europei come Helloween e Gamma Ray furono gli iniziatori del movimento nei tardi anni '80, mentre l'esplosione vera e propria del genere avvenne negli anni '90 grazie a band come Iced Earth, Blind Guardian e Stratovarius, che aprirono la strada alle future band power metal. Il power fu un fenomeno principalmente europeo, sorto in origine da alcuni gruppi già attivi negli anni ottanta. Anche in Italia il genere ha avuto successo e i principali esponenti italiani del Power Metal sono i Rhapsody of Fire, i Labyrinth e i Vision Divine.
Il sound caratteristico del genere non ha subito molte evoluzioni o cambiamenti col passare del tempo.

## Le diramazioni

### Extreme power metal
Con il termine extreme power metal (da non confondere con il metal estremo o con l'omonimo album), si intende un sottogenere che mescola gli elementi veloci e violenti del thrash/speed metal assieme agli elementi del power metal. I pionieri del genere sono i DragonForce, conosciuti anche tra i non appassionati del genere per aver creato la canzone più difficile in tutta la serie di Guitar Hero, ovvero Through the Fire and Flames.

## La diffusione del power metal
Nel power metal esistono varie scene regionali, data la diffusione del genere. 

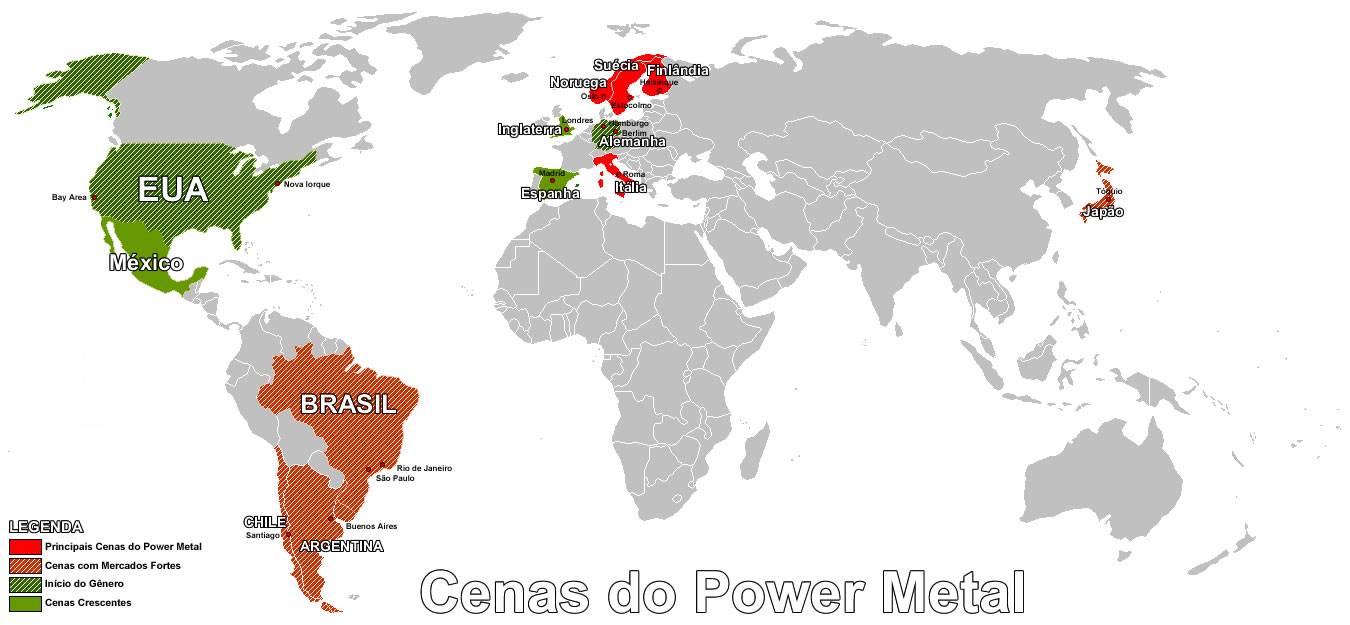
Mappa della diffusione globale del power metal.

 Al contrario di molti generi metal, la scena principale non è quella statunitense, nonostante da lì vengano famose band come gli Iced Earth, ma le realtà principali si trovano in Europa, in paesi come Germania, Italia (diventata famosa all'estero proprio per la scena Power) e Scandinavia. Il power metal ha raggiunto un ottimo livello di popolarità anche in Giappone, Corea del Sud e Sud America. In quest'ultima gode di buona popolarità soprattutto in Brasile, Argentina e Cile.
In paesi come Inghilterra, Francia, Grecia e Spagna il numero di fan, negli ultimi anni, è notevolmente aumentato, permettendo alle band emergenti di diventare famose (i Firewind e i Fairyland possono essere un ottimo esempio).
Anche in Russia si contano band appartenenti a questo filone ma, dato che la maggior parte di queste (come Mel'nica, Olbia, Epidèmia, Korol' i Šut, DDT) cantano in russo, non sono molto conosciute all'estero.

## Scene regionali

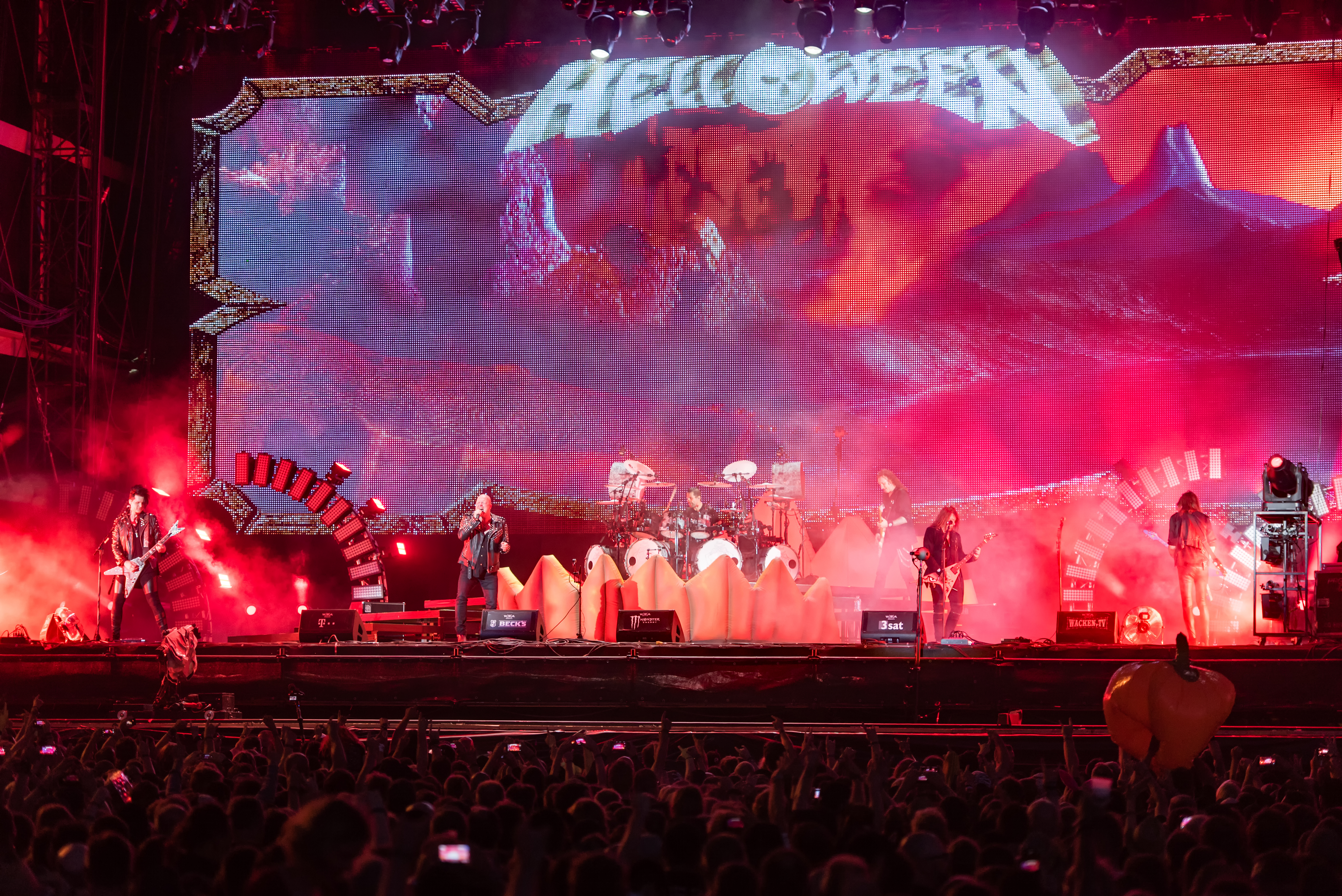
Gli Helloween al Wacken Open Air 2018 durante il Pumpkins United Tour

### Germania
Il "Power metal teutonico" è, a livello di scene regionali, quello che insieme a quello americano e brasiliano usa di meno le tastiere; può essere paragonato allo Speed metal. Le band principali sono Edguy, Gamma Ray, Rage,  
Helloween, Blind Guardian, Running Wild, Grave Digger, Iron Savior, Primal Fear, Masterplan, Powerwolf e Orden Ogan.

### Scozia
Nel power metal scozzese, nonostante sia duro e poco melodico, le tastiere si utilizzano frequentemente; un esempio possono essere gli Alestorm.

### Giappone
Il Power metal giapponese è molto melodico e progressivo, ma anche veloce. I testi riguardano il Fantasy, il Medioevo, il Romanticismo e le emozioni umane. La prima grande band Power metal giapponese (con un passato come band Visual kei) sono gli X Japan. Le principali band Power metal giapponesi che sono emerse dopo gli anni ottanta sono Galneryus (diventata famosa anche grazie alla capacità strumentale della band), Concerto Moon, Ark Storm, Lovebites e, più recentemente, la band Symphonic Power metal Versailles, che, rapidamente, è diventata famosa in tutto il mondo.
Oltre ai Versailles, esiste un'altra band Symphonic Power metal: I Dragon Guardian, che però non hanno raggiunto il successo dei loro compatrioti.

### Italia
Nel Power metal italiano è molto diffusa una variante melodica e veloce con spunti neoclassici e medievali. I testi, generalmente, parlano di temi Fantasy. La scena è "esplosa" nella metà degli anni novanta, con artisti che tuttora riscuotono molto successo nel mondo, come Rhapsody of Fire, Labyrinth, White Skull, Secret Sphere, Spellblast, Ancient Bards, Skylark, Thy Majestie, Elvenking, Domine, Kaledon, Arthemis, Overtures, Heimdall,Imago Imperii e Vision Divine.

### Svezia
La scena svedese è a metà tra la scena italiana e quella tedesca. Il Power metal svedese si caratterizza per un sound ruvido e abbastanza veloce, ma con poche influenze tradizionali. I gruppi Power metal svedesi principali sono HammerFall, Nocturnal Rites, Falconer, Sabaton, Dragonland e Twilight Force.

### Finlandia
In Finlandia è stato proposto spesso un Power metal veloce ma melodico. I maggiori esponenti della scena finlandese sono Stratovarius, Sonata Arctica e Nightwish.

### Brasile
Il Brasile conserva già una certa tradizione Power, ma le band non sono molto note nel loro paese, mentre buona parte di queste sono molto note nel resto del mondo. La band più famosa sono gli Angra. Altre band famose sono gli Shaman e gli Almah.

## US power metal
Con power metal americano (o US power metal) s'intende quella corrente formatasi a partire dalla prima metà degli anni ottanta negli Stati Uniti con l'avvento di band portate ad un indurimento del metal tradizionale, che si distinsero dei gruppi thrash metal orientati invece verso lidi più estremi.
Lo stile è piuttosto vario e incorpora sia sonorità vicine allo speed metal che elementi melodici, nella maggior parte dei casi le tastiere sono assenti, o vengono utilizzate sporadicamente fino all'evoluzione degli anni novanta. Caratteristica distintiva delle chitarre è l'utilizzo di riff melodici alternati ad altri in power chord, oltre alla presenza dello staccato in molte composizioni, seguendo gli stilemi adottati principalmente da Judas Priest, Iron Maiden e Saxon. Le principali differenze con la musica proposta dai primi gruppi power tedeschi, quali Running Wild, Helloween e Rage, sono il minore utilizzo della doppia cassa e la sezione ritmica spesso meno veloce.
Una perculiarità di questo sottogenere sono le tematiche trattate che il più delle volte si riferiscono ad argomenti fantastici, fantascientifici ed eroici.

### Anni ottanta
Tra i primi esponenti vi furono i Savatage, i Jag Panzer e i Culprit che esordirono discograficamente nel 1983.
Il biennio 1984-1985 vide l'esplosione di molti gruppi appartenenti a questa categoria, come i Vicious Rumors, gli Armored Saint, i Lizzy Borden, i Metal Church, gli Attacker e i Nasty Savage (questi ultimi tre spesso vengono considerati speed metal) oltre agli Omen ed ai Liege Lord, che rientrano anche tra i primi esponenti dell'epic metal.
In seguito molte band di heavy metal classico si indirizzarono al power, è il caso degli Helstar con Remnants of War (1986), dei Riot con il loro album Thundersteel (1988) (anche se già con Fire Down Under del 1981 presentarono delle coordinate stilistiche proprie di questa corrente) e dei Virgin Steele a partire da metà dagli anni novanta.
Altri gruppi degli anni ottanta degni di menzione sono i Fifth Angel, i Chastain, i Malice, gli Heir Apparent, i Banshee, i Meliah Rage e i Sanctuary.

### Anni novanta
Negli anni novanta lo stile si avvicinò maggiormente a quello proposto nel vecchio continente e tra i gruppi che iniziarono a pubblicare in quel periodo emersero su tutti gli Iced Earth e i Nevermore.
In seguito nacquero altri gruppi importanti, come i Symphony X e i Kamelot, che però si orientarono verso il progressive metal, sulla scia di Fates Warning, Queensrÿche e Crimson Glory, e si avvalsero di un consistente uso delle tastiere.
Tra le band che maggiormente ripresero le coordinate stilistiche del decennio precedente vi furono gli Steel Prophet, i Gothic Knights, i Jacobs Dream, i Cage, i Seven Witches e il progetto dei Demons & Wizards, oltre a gruppi scioltisi anni addietro e che vennero riformati in concomitanza con questa nuova ondata (Sacred Oath e Overlorde).

### Nuovo millennio
Nei primi anni del nuovo millennio si formarono altre band rappresentative come i Circle II Circle, i Cellador, gli HolyHell, i Powerwolf, i Theocracy e i Distant Thunder e i Sabaton. Nello stesso periodo assunsero rilevanza anche i Pharaoh che però vennero fondati sul finire del secolo precedente.